# Lasse Kjus
Lasse Kjus (Siggerud, 14 januari 1971) is een Noorse voormalig alpineskiër. Hij nam viermaal deel aan de Olympische Spelen en werd hierbij één keer olympisch kampioen tijdens de Olympische Winterspelen 1994 van Lillehammer. Hij werd ook driemaal wereldkampioen. In 1999 lukte Kjus een unieke prestatie door een medaille te behalen in alle vijf de onderdelen op 1 wereldkampioenschap. Hij won ook tweemaal de algemene wereldbeker.

## Carrière

### Debuut
Kjus maakte zijn wereldbekerdebuut op zijn 19e verjaardag. In de reuzenslalom van Alta Badia eindigde Kjus meteen op een zevende plaats. In 1990 was Kjus ook de beste op de reuzenslalom op de WK voor junioren in het Zwitserse Zinal. Tijdens de Wereldbeker alpineskiën 1990/1991 behaalde Kjus meteen zijn eerste podiumplaats met een tweede plaats op de reuzenslalom in Mount Hutt in Nieuw-Zeeland. In datzelfde seizoen eindigde Kjus op de tweede plaats in de eindstand van de wereldbeker op de combinatie. In 1991 was Kjus ook actief op de Wereldkampioenschappen alpineskiën 1991 in Saalbach-Hinterglemm waar hij 10e eindigde op de slalom.

### 1993-1994: eerste wereldtitel en enige olympische titel
Op de Wereldkampioenschappen alpineskiën 1993 voor de eerste maal wereldkampioen. In de combinatie was hij de sterkste voor zijn landgenoot Kjetil André Aamodt. Op 16 januari 1994 behaalde Kjus zijn eerste overwinning in de wereldbeker door winst op de combinatie in Kitzbuhel. In 1994 nam Kjus een eerste keer deel aan de Olympische winterspelen. Op de combinatie behaalde hij zijn eerste en meteen ook enige olympische titel. Met zijn landgenoten Kjetil André Aamodt en Harald Christian Strand Nilsen was het podium volledig bezet door Noorwegen.

### 1995-1998: veel zilveren medailles en een eerste keer winnaar van de wereldbeker
Tijdens het seizoen 1995/1996 was Kjus voor de eerste keer de beste in de eindstand van de algemene wereldbeker. Op de Wereldkampioenschappen alpineskiën 1997 en 1998 behaalde Kjus 4 zilveren medailles. Ook op de Olympische Winterspelen 1998 in Nagano behaalde Kjus twee zilveren medailles.

### WK 1999: 5 medailles
Op de WK 1999 zorgde Kjus voor een unieke prestatie: als eerste alpineskiër behaalde Kjus 5 medailles op een wereldkampioenschap. Kjus begon dit WK met de wereldtitel op de Super G door Hermann Maier te verslaan. Op afdaling moest Kjus dezelfde Maier laten voorgaan en behaalde Kjus zilver, terwijl hij ook in de combinatie genoegen moest nemen met zilver, achter zijn landgenoot Kjetil André Aamodt. Toch won Kjus enkele dagen later nog een tweede wereldtitel door winst in de reuzenslalom, amper 5 honderdsten sneller dan Marco Büchel. In de afsluitende slalom was Kjus de snelste in de eerste run. In de tweede run skiede Kjus beduidend voorzichtiger om zo zeker zijn 5e medaille te vrijwaren. Zo moest hij alsnog de wereldtitel op de slalom aan Kalle Palander laten. Achteraf reageerde Kjus in de pers:"I always try my best, but I could never have dreamed ... maybe I could have skied faster in the second run, but I didn't want to be too aggressive. I knew I could get a podium, and that's all I wanted." Kjus mocht dit WK zo afsluiten met twee wereldtitels en 3 zilveren medailles. In datzelfde jaar was Kjus ook de beste in de eindstand van de Wereldbeker alpineskiën 1998/1999. Ook in de eindklassementen van de wereldbeker in de afdaling en de combinatie was Kjus de beste. Tijdens dit seizoen toonde Kjus ook zijn klasse op de slalom in Wengen: door een fout tijdens de start gaat Kjus achterwaarts door de eerste poort. Ondanks dit rare manoeuver eindigde Kjus toch nog derde op deze slalom.

### 2000-2006: nog twee olympische medailles
In 2002 nam Kjus voor de derde keer deel aan de Olympische Winterspelen. Met een bronzen medaille op de reuzenslalom en een zilveren medaille op de afdaling behaalde Kjus opnieuw twee olympische medailles. Ook vier jaar later was Kjus nog van de partij maar op de Olympische Winterspelen 2006 kon hij op 35-jarige leeftijd geen topresultaten meer boeken. In maart 2006 zette Kjus een eind achter zijn indrukwekkende carrière.

### Trivia
Lasse Kjus heeft in 1997 een eigen merk van skikleding op de markt gebracht, "Lasse Kjus Projekt" (website: www.kjus.com).

## Resultaten

### Wereldkampioenschappen
| Jaar | Plaats                 | Resultaten                                                           |
| ---- | ---------------------- | -------------------------------------------------------------------- |
| 1991 | Saalbach-Hinterglemm   | 10e Slalom                                                           |
| 1993 | Morioka                | Combinatie · 12e Slalom · 16e Reuzenslalom                           |
| 1996 | Sierra Nevada          | Combinatie · 4e Reuzenslalom · 4e Afdaling · 6e Super G · 10e Slalom |
| 1997 | Sestriere              | Super G · Reuzenslalom · Afdaling · 5e Combinatie                    |
| 1999 | Vail-Beaver Creek      | Super G · Reuzenslalom · Combinatie · Slalom · Afdaling              |
| 2001 | Sankt Anton am Arlberg | 4e Super G 7e Reuzenslalom DNS Afdaling                              |
| 2003 | Sankt Moritz           | Combinatie · 9e Super G · 13e Afdaling · DNS2 Reuzenslalom           |
| 2005 | Bormio                 | 6e Combinatie 11e Super G 33e Afdaling DNF1 Reuzenslalom             |

### Olympische Spelen
| Jaar | Plaats         | Resultaten                                                              |
| ---- | -------------- | ----------------------------------------------------------------------- |
| 1992 | Albertville    | DNF1 Reuzenslalom                                                       |
| 1994 | Lillehammer    | Combinatie · 7e Reuzenslalom · 12e Super G · 18e Afdaling · DNF1 Slalom |
| 1998 | Nagano         | Afdaling · Combinatie · 8e Reuzenslalom · 9e Super G                    |
| 2002 | Salt Lake City | Afdaling · Reuzenslalom · 5e Combinatie · DNF Super G                   |
| 2006 | Turijn         | 14e Super G 14e Afdaling 18e Reuzenslalom DNF1 Combinatie               |

### Wereldbeker
Eindklasseringen
| Seizoen   | Algm  | AD   | SL  | RS    | SG    | SC     |
| --------- | ----- | ---- | --- | ----- | ----- | ------ |
| 1989/1990 | 68e   | -    | 41e | 29e   | 29e   | -      |
| 1990/1991 | 9e    | 33e  | 13e | 11e   | 23e   | Zilver |
| 1991/1992 | 60e   | -    | 30e | 35e   | -     | -      |
| 1992/1993 | 12e   | -    | 19e | 4e    | 37e   | 9e     |
| 1993/1994 | 7e    | 27e  | 15e | 21e   | 7e    | Goud   |
| 1994/1995 | 6e    | 9e   | 24e | 9e    | 26e   | Brons  |
| 1995/1996 | Goud  | 4e   | 14e | Brons | Brons | -      |
| 1996/1997 | 13e   | 16e  | 20e | 22e   | 6e    | Zilver |
| 1997/1998 | 10e   | 11e  | 32e | 29e   | 16e   | -      |
| 1998/1999 | Goud  | Goud | 14e | 14e   | 7e    | Goud   |
| 1999/2000 | 53e   | 33e  | 51e | 32e   | 22e   | -      |
| 2000/2001 | Brons | 5e   | 23e | 8e    | 8e    | Goud   |
| 2001/2002 | 6e    | 15e  | 18e | 25e   | 9e    | Zilver |
| 2002/2003 | 31e   | 37e  | 44e | 35e   | 11e   | 7e     |
| 2003/2004 | 8e    | 9e   | 48e | 14e   | 7e    | Brons  |
| 2004/2005 | 7e    | 18e  | 53e | 7e    | 22e   | Zilver |
| 2005/2006 | 43e   | 41e  | -   | 57e   | 22e   | 12e    |

Wereldbekerzeges (18)
| Datum            | Plaats        | Onderdeel    |
| ---------------- | ------------- | ------------ |
| 16 januari 1994  | Kitzbühel     | Combinatie   |
| 2 februari 1995  | Vail          | Super G      |
| 21 december 1995 | Kranjska Gora | Reuzenslalom |
| 29 december 1995 | Bormio        | Afdaling     |
| 6 maart 1996     | Kvitfjell     | Afdaling     |
| 26 januari 1997  | Kitzbühel     | Combinatie   |
| 2 maart 1997     | Kvitfjell     | Afdaling     |
| 12 december 1998 | Val-d'Isère   | Afdaling     |
| 18 december 1998 | Val Gardena   | Afdaling     |
| 16 januari 1999  | Wengen        | Afdaling     |
| 17 januari 1999  | Wengen        | Combinatie   |
| 22 januari 1999  | Kitzbühel     | Afdaling     |
| 10 maart 1999    | Sierra Nevada | Afdaling     |
| 21 januari 2001  | Kitzbühel     | Combinatie   |
| 19 december 2003 | Val Gardena   | Super-G      |
| 22 januari 2004  | Kitzbühel     | Afdaling     |
| 4 december 2004  | Beaver Creek  | Reuzenslalom |
| 10 maart 2005    | Lenzerheide   | Afdaling     |

1936: Franz Pfnür ·
1948: Henri Oreiller ·
1988: Hubert Strolz ·
1992: Josef Polig ·
1994: Lasse Kjus ·
1998: Mario Reiter ·
2002: Kjetil André Aamodt ·
2006: Ted Ligety ·
2010: Bode Miller ·
2014: Sandro Viletta ·
2018: Marcel Hirscher ·
2022: Johannes Strolz
- Bibsys: 12056006
- International Standard Name Identifier: 0000 0003 9942 0701
- Library of Congress Control Number: no2013098278
- Système universitaire de documentation: 166628832
- Virtual International Authority File: 293562320
- WorldCat: E39PBJmTpT39JQhfkYY3VfryVC